# Eter coroană

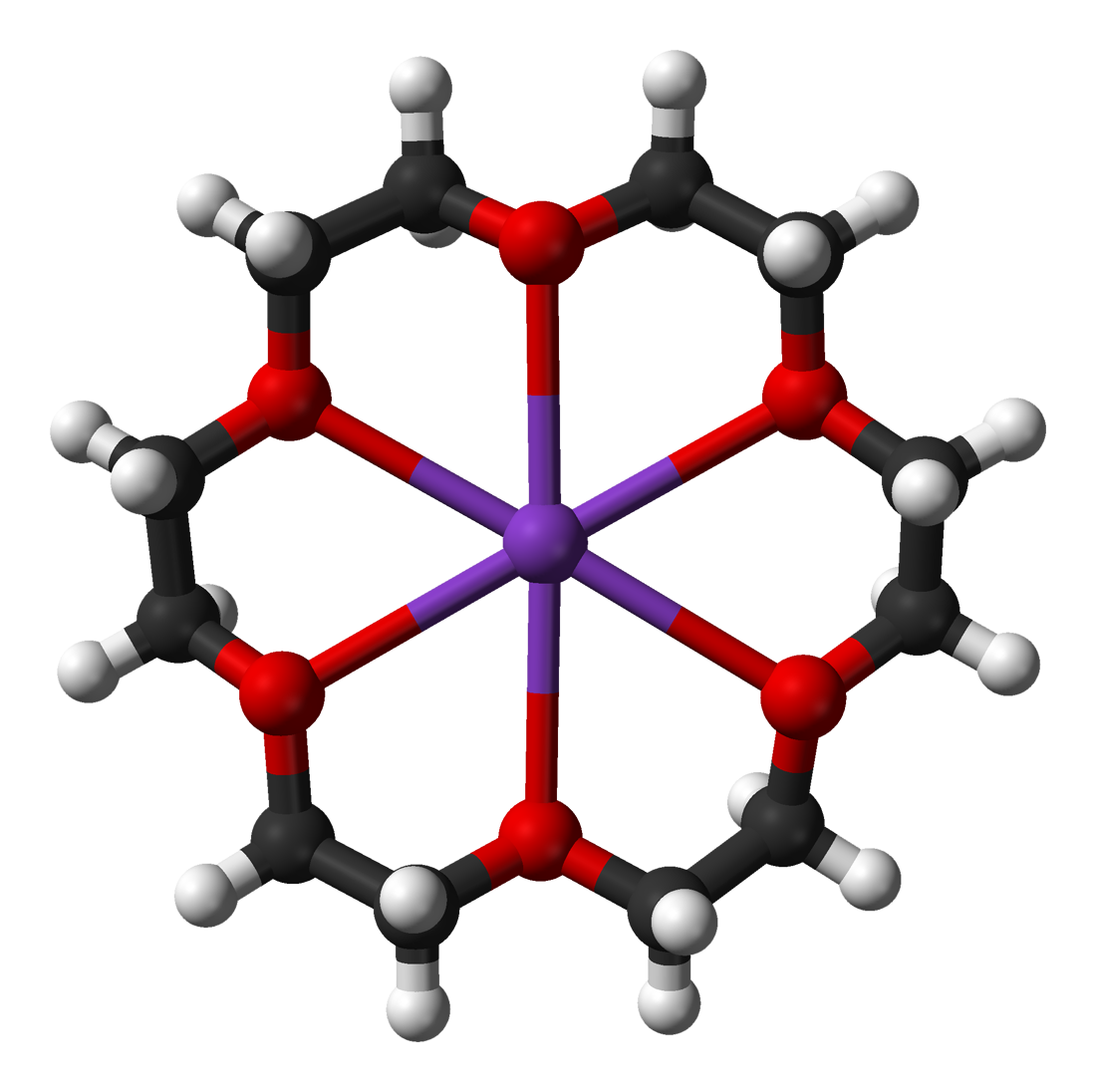
Eterul 18-coroană-6, care coordinează un ion de potasiu

Eterii coroană sunt compuși organici polieterici macrociclici, ceea ce înseamnă că sunt alcătuiți din mai multe grupe eterice. Cei mai comuni eteri coroană sunt oligomerii ciclici ai etilenoxidului, unitatea repetitivă din moleculă fiind restul etilenoxi, –CH2CH2O–. Cei mai importanți reprezentanți ai acestei clase de compuși sunt tetramerul (n = 4), pentamerul (n = 5) și hexamerul (n = 6). 

## Nomenclatură
Metoda generală de denumire a eterilor coroană este prin folosirea formulei: n-coroană-m, unde:
- n este numărul de atomi din ciclu
- m este numărul de atomi de oxigen din ciclu

Astfel, putem avea diverse exemple de eteri coroană: 18-coroană-6, 12-coroană-4, etc.

Structurile celor mai comuni eteri coroană: 12-coroană-4, 15-coroană-5, 18-coroană-6, dibenzo-18-coroană-6 și diaza-18-coroană-6

## Proprietăți chimice

### Formarea de complecși
Eterii coroană se leagă foarte ușor de anumiți cationi formând complecși. Atomii de oxigen au o asemenea distribuire în moleculă încât permit coordinarea cu un cation, care se poate localiza în centrul coroanei eterice. Cationii care rezultă în urma acestei interacții formează de obicei săruri care sunt solubile în solvenți nepolari. 
Denticitatea polieterilor influențează afinitatea lor pentru anumiți cationi. De exemplu, 18-coroană-6 are o mare afinitate pentru cationul de potasiu (K+), 15-coaroană-5 pentru cel de sodiu (Na+), iar 12-coroană-4 pentru cel de litiu (Li+).